# ألان وود
ألان وود (بالإنجليزية: Alan Wood)‏ (13 يناير 1941 بنيوبورت في المملكة المتحدة - ) هو مدرب كرة قدم ولاعب كرة قدم بريطاني في مركز الدفاع. لعب مع نادي بريستول روفيرز ونيوبورت كونتي ونادي ميرثير تيدفيل ‏ وLovell's Athletic F.C. ‏.